# Elosman Euller Silva Cavalcanti
Elosman Euller Silva Cavalcanti (født 4. januar 1995) er en brasiliansk fodboldspiller.